# Peter Gay
Peter Jack Gay (geboren 20. Juni 1923 in Berlin, Deutsches Reich, als Peter Joachim Fröhlich; gestorben 12. Mai 2015 in Manhattan, New York City, Vereinigte Staaten) war ein US-amerikanisch-deutscher Historiker mit Schwerpunkten im Zeitalter der Aufklärung und des Bürgertums sowie in der Psychoanalyse.

## Leben
Peter Fröhlich war der Sohn des Kaufmanns Moritz Fröhlich und der Helga Kohnke, die beide aus Schlesien stammten. Er besuchte ab 1933 das Goethe-Gymnasium in Berlin-Wilmersdorf, wurde aber 1938 als Nichtarier der Schule verwiesen. Im April 1939 emigrierte die Familie aufgrund der Judenverfolgung nach Kuba und 1941 in die USA nach New York. Seit 1943 nannte die Familie sich Gay, 1946 erhielt Peter Gay die Staatsbürgerschaft der Vereinigten Staaten.
Gay studierte ab 1943 an der Universität Denver und ab 1946 an der Universität Columbia, wo er 1951 promoviert wurde und eine Stelle als Assistenzprofessor erhielt. Seit 1969 war Gay Professor für Geschichte an der Universität Yale (emeritiert seit 1993) und Direktor des Dorothy and Lewis B. Calman Centers für Wissenschaftler und Schriftsteller an der New York Public Library.
Für seine Werke erhielt Gay unter anderem 1967 den National Book Award und 1969 den Ralph-Waldo-Emerson-Preis der Phi-Beta-Kappa-Gesellschaft. 1983/1984 war Peter Gay Fellow des Wissenschaftskollegs zu Berlin. Er veröffentlichte unter anderem eine Biografie über Sigmund Freud, eine Monographie über Wolfgang Amadeus Mozart und eine fünfbändige Kulturgeschichte des 19. Jahrhunderts. 1990 erhielt er den A.H.-Heineken-Preis für Geschichte.
Im Jahr 1967 wurde Gay in die American Academy of Arts and Sciences gewählt. Gewähltes Mitglied der American Philosophical Society war er seit 1987. 1989 wurde er in die American Academy of Arts and Letters aufgenommen. 1996 wurde er auswärtiges Mitglied der Academia Europaea. Im Jahr 1999 erhielt Gay den Geschwister-Scholl-Preis vom Landesverband Bayerischer Verlage und Buchhandlungen und der Stadt München für seine Autobiografie Meine deutsche Frage.
Gay war ausgebildeter Psychoanalytiker. Seit 1959 war er mit der Kunsthistorikerin und Autorin Ruth Gay (geb. Slotkin, 1922–2006) verheiratet, deren drei Töchter er adoptierte. Er starb am 12. Mai 2015 im Alter von 91 Jahren in Manhattan.

## Schriften
- The Dilemma of Democratic Socialism: Eduard Bernstein’s Challenge to Marx. 1952. Zugleich philologische Dissertation, Columbia University, New York 1951.
- Voltaire’s Politics: The Poet as Realist. 1959.
- The Party of Humanity: Essays in the French Enlightenment. 1964.
- The Enlightenment: An Interpretation: The Rise of Modern Paganism. 1966.
- A Loss of Mastery: Puritan Historians in Colonial America. 1966.
- Weimar Culture: The Outsider as Insider. 1968.
  - Die Republik der Außenseiter. Geist und Kultur in der Weimarer Zeit. 1918–1933, übersetzt von Helmut Lindemann. S. Fischer Verlag, Frankfurt am Main 1968.
- The Enlightenment. An Interpretation: The Science of Freedom. 1969.
- The Bridge of Criticism: Dialogues on the Enlightenment. 1970.
- Historians at Work. 1972.
- mit R. K. Webb: Modern Europe. 1973.
- The Enlightenment: A Comprehensive Anthology. 1973.
- Style in History. 1974.
- Art and Act: On Causes in History—Manet, Gropius, Mondrian. 1976.
- Freud, Jews and other Germans. Masters and Victims in Modernist Culture. Oxford University Press, New York (New York) 1978.
  - Freud, Juden und andere Deutsche. Herren und Opfer in der modernen Kultur. Aus dem Amerikanischen von Karl Berisch. Hoffmann und Campe, Hamburg 1986, ISBN 3-455-08646-2.
- Education of the Senses. 1984.
- The Bourgeois Experience: Victoria to Freud. 5 Bände, 1984–1998.
  - Bd. 1: Education of the Senses. 1984.
  - Bd. 2: The Tender Passion. 1986.
  - Bd. 3: The Cultivation of Hatred. 1993.
  - Bd. 4: The Naked Heart. 1995.
  - Bd. 5: Pleasure Wars. 1998.
  - Deutsche Ausgabe: Beck, München. Übers. von Ulrich Enderwitz
    - Bd. 1: Erziehung der Sinne: Sexualität im bürgerlichen Zeitalter. 1986.
    - Bd. 2: Die zarte Leidenschaft: Liebe im bürgerlichen Zeitalter. 1987.
    - Bd. 3: Kult der Gewalt: Aggression im bürgerlichen Zeitalter. 1996.
    - Bd. 4: Die Macht des Herzens: Das 19. Jahrhundert und die Erforschung des Ich. 1997.
    - Bd. 5: Bürger und Boheme: Kunstkriege des 19. Jahrhunderts. 1999.
- Freud for Historians.
  - Freud für Historiker. Übers. Monika Noll. Edition diskord, Tübingen 1994 (= Forum Psychohistorie. Band 2), ISBN 3-89295-580-8.
- The Tender Passion 1986.
- A Godless Jew. Freud, Atheism, and the Making of Psychoanalysis. Yale University Press, New Haven (Connecticut)/London 1987.
  - „Ein gottloser Jude“. Sigmund Freuds Atheismus und die Entwicklung der Psychoanalyse. Aus dem Amerikanischen von Karl Berisch. S. Fischer Verlag, Frankfurt am Main 1988, ISBN 3-10-025902-5.
- Freud. A life for our time. W. W. Norton, New York 1987.
  - Freud. Eine Biographie für unsere Zeit. [Mit einem Vorwort [des Autors] zur deutschen Ausgabe]. Aus dem Amerikanischen [übersetzt] von Joachim A. Frank. S. Fischer Verlag, Frankfurt am Main 1989, ISBN 3-10-025903-3.
- Herausgeber: A Freud Reader. 1989.
- Reading Freud: Explorations & Entertainments. 1990.
- Sigmund Freud and Art: His Personal Collection of Antiquities 1993.
- The Cultivation of Hatred. 1993.
- The Naked Heart. 1995.
  - Die Macht des Herzens: Das 19. Jahrhundert und die Erforschung des Ich. Beck, München 1997 (Rezension: Ute Frevert in: Die Zeit, 17. Oktober 1997).
- The Enlightenment and the Rise of Modern Paganism. Überarbeitet 1995.
- Pleasure Wars. 1998.
- My German Question: Growing Up in Nazi Berlin. Autobiographie, 1998.
  - Meine deutsche Frage. Jugend in Berlin 1933–1939. C. H. Beck, München 1999.
- Mozart. Weidenfeld & Nicolson, London 1999.
  - Mozart. Claassen, München 2001.
- Schnitzler’s Century. 2002.
  - Das Zeitalter des Doktor Arthur Schnitzler. Innenansichten des 19. Jahrhunderts. S. Fischer, Frankfurt am Main 2002 (Rezension: Ludger Lütkehaus in: Die Zeit. Oktober 2002).
- Gott ist eine Erfindung. In: Martin Doerry (Hrsg.): Nirgendwo und überall zu Haus. Gespräche mit Überlebenden des Holocaust. DVA, München 2006, ISBN 3-421-04207-1 (auch als CD), S. 60–67.
- Modernism. The Lure of Heresy. From Baudelaire to Beckett and Beyond. Norton, New York 2008.
  - Die Moderne. Eine Geschichte des Aufbruchs. Übersetzung Michael Bischoff. S. Fischer Verlag, Frankfurt am Main 2008, ISBN 3-10-025911-4.
- Why the Romantics Mattered. Yale University Press, New Haven 2015, ISBN 978-0300144291.